# Lek på annans gård
Lek på annans gård (originaltitel: The Grass Is Greener) är en romantisk komedi med Cary Grant, Deborah Kerr, Robert Mitchum och Jean Simmons i rollerna. Filmen, som regisserades av Stanley Donen, byggde på en pjäs med samma namn som hade haft stor succé i Londons West End.

## Handling
Victor och Hillary Rhyall (Cary Grant och Deborah Kerr) må vara av adlig börd, men deras finansiella problem är så stora att de tvingas visa upp sitt slott för turistgrupper. Så en dag dyker en oljemiljonär upp på slottet (Robert Mitchum) och han och Hillary blir snart föräldskade. När samtidigt en vän till paret Rhyall blir inblandad Jean Simmons så urartar allt till en ganska rörig kärlekshistoria, för Victor blir förälskad han också...

## Rollista i urval
- Cary Grant
- Deborah Kerr
- Robert Mitchum
- Jean Simmons
- Moray Watson